# 井手薰
井手薰（日语：／ Ide Kaoru，1879年2月6日—1944年5月11日），日本岐阜縣人，為建築師，其祖父是江戶末年屬於勤皇派的松平藩武士橘曙覽，他於臺灣總督府營繕課課長任內，設計興建多處臺灣官署及民間建築，其設計理念與風格影響臺灣建築界。參與設計的官署有總督府，司法大廈等。他相當注重建築物與當地氣候風土的關係，提倡鋼筋混擬土建材以對抗地震、白蟻等問題。並也參與台灣的文化活動，包括出席臺陽美術協會的成立、參與台灣美術展覽會的組織，也是黃土水作品的收藏者。1932年日本政府針對「總督府舊廳舍」（臺灣布政使司衙門、欽差行臺）的存廢問題曾有過一段激辯，當時井手薰多次發文支持總督府舊廳舍的建築保存。

## 生平
井手薰約在1900年進入東京第一高等學校，1906年7月畢業於東京帝國大學建築科，畢業後立即進入「東洋汽船株式會社」擔任嘱託，經手了「天洋丸」「地洋丸」運輸船的內部裝潢，並在同年12月以一年志願兵的身份，入伍金澤第九師團工兵第九大隊。1907年11月底退伍後，才加入東京「辰野葛西」聯合事務所，於日本近代建築大師辰野金吾麾下從事設計建築。井手薰也在1909年（明治42年）12月擔任陸軍工兵少尉。
1910年，由於得到辰野金吾的推薦而前往臺灣，以嘱託身份輔助森山松之助的臺灣總督府廳舍工程，並在1911年正式成為臺灣總督府土木部營繕課技師，1914年8月成為臺灣總督府廳舍工程的工事主任，後於1929年5月13日擔任總督官房營繕課長一職，期間曾經到歐美考察一年多，回臺後兼任總督府史料編纂委員，市區計畫委員等職務，任職總共13年。他於1940年7月8日退休，在此之前長期任職於營繕課。而除了官職之外，當臺灣建築界重要的民間社團「臺灣建築會」於1929年成立後，他亦出任會長一職。
井手薰亦精於建築觀念的論述，作品散見於《臺灣建築會誌》、《臺灣時報》、《臺灣日日新報》、《臺灣技術協會誌》等刊物，亦曾提出「臺灣建築地方化的主張」，且具備「注重專業技術者之社會責任」等特質，相對於日本的地理氣候，台灣環境的高溫潮濕，因此井手薰對於混凝土的大膽主張，使得許多作品迄今仍有相當好的現況。

## 作品
參與設計
- 臺灣總督府（今總統府[4]）
- 1917年飛行員Art Smith抵台時，台北飛行後援會贈與的金屬勳章為森山松之助與井手薫共同設計[5]

主要設計
- 日本郵船株式會社基隆支店（1915年，今陽明海洋文化藝術館）
- 三十四銀行（1915年[6]，於80年代拆除，原址現為華南銀行營業部，台北市重慶南路一段38號）
- 臺北幸町教會（1916年，今台灣基督長老教會濟南教會）
- 原樺山資紀銅像基座（1916年，基隆車站前，臺座上銅像在戰後改為蔣中正）[7]
- 花蓮港昭和紀念館（1920年）
- 淡水高爾夫俱樂部之屋（切確年代未明，已知至少在1927年之前建成[8]，現已拆除）
- 臺北高等學校校舍與講堂（1928年）
- 臺北帝國大學校舍群（1928年）
- 建功神社（1928年，今國立臺灣藝術教育館）
- 警察會館（1930年，現已拆除）
- 臺灣教育會館（1931年，今臺北二二八紀念館）
- 臺灣總督府氣象台阿里山觀象所（1932年，今阿里山氣象站）
- 台北女子高等學院講堂（1932年，現已拆除）
- 臺灣總督府高等法院（1934年）
- 臺北公會堂（1935年，今臺北中山堂）
- 西鄉都督遺蹟紀念碑（1936年，位於石門古戰場）[7]
- 台北市役所（1940年，今行政院中央大樓）

## 作品照片集

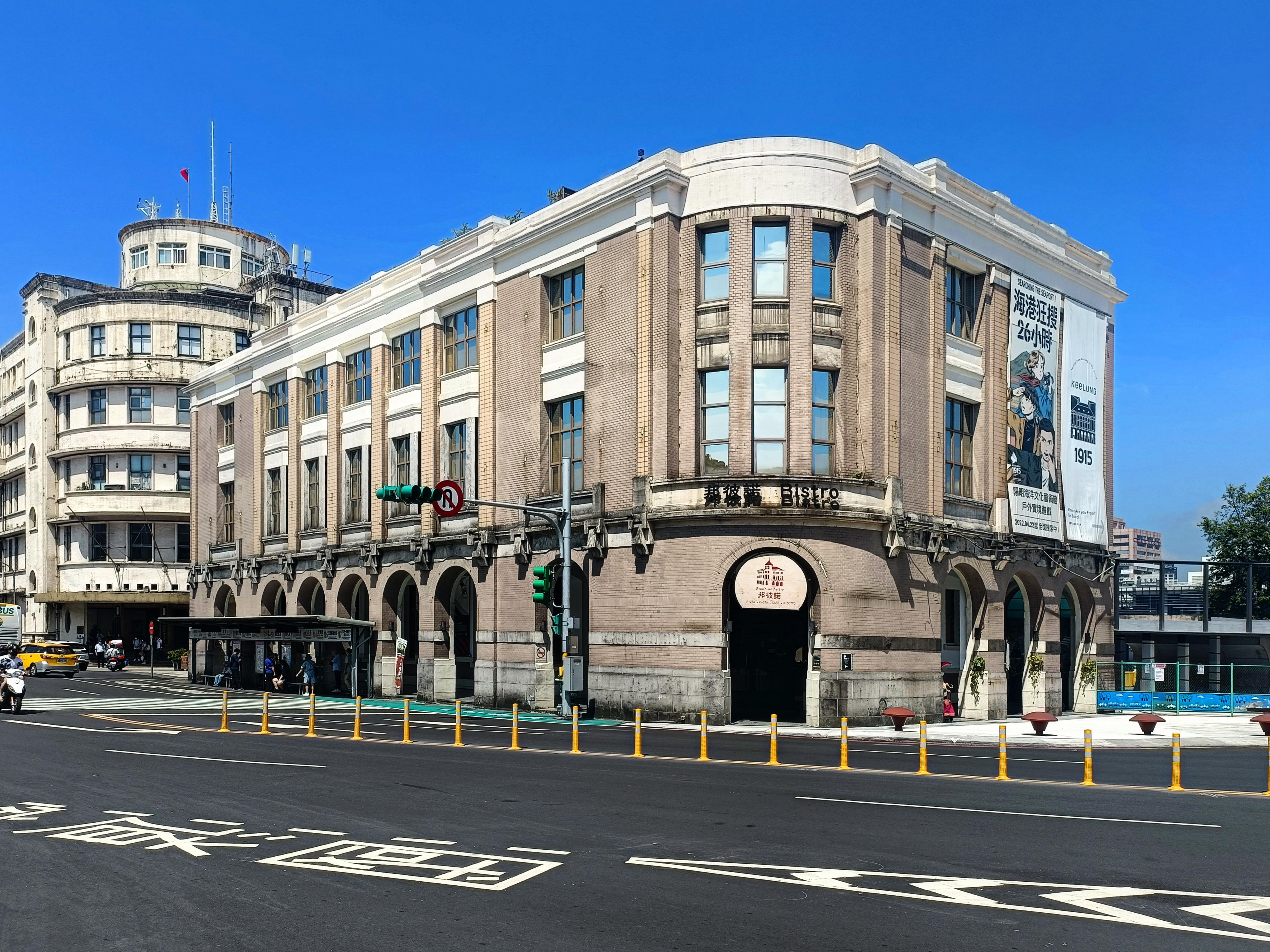
日本郵船株式會社基隆支店 （1915年、基隆市）
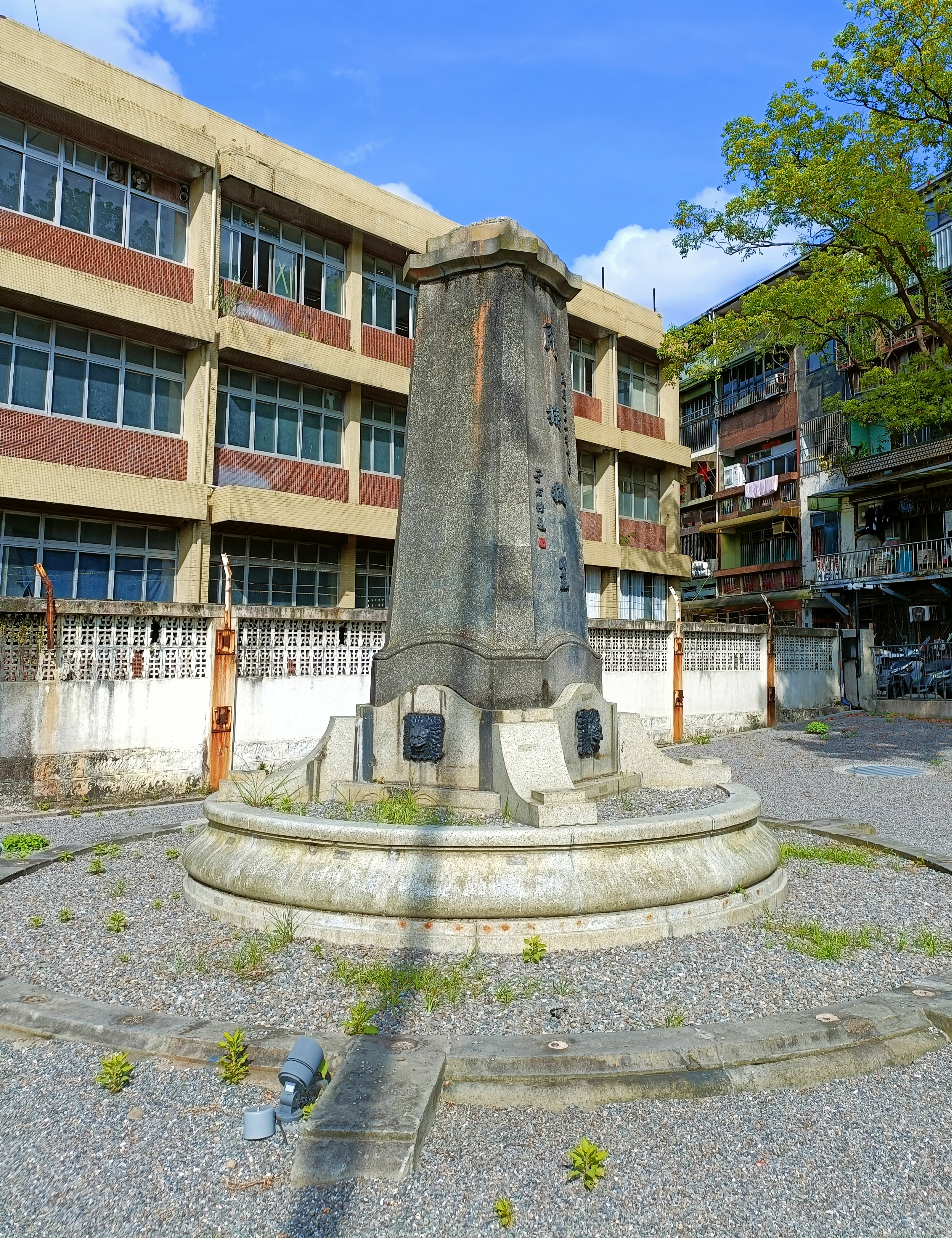
原樺山資紀銅像基座 （1916年、基隆市）
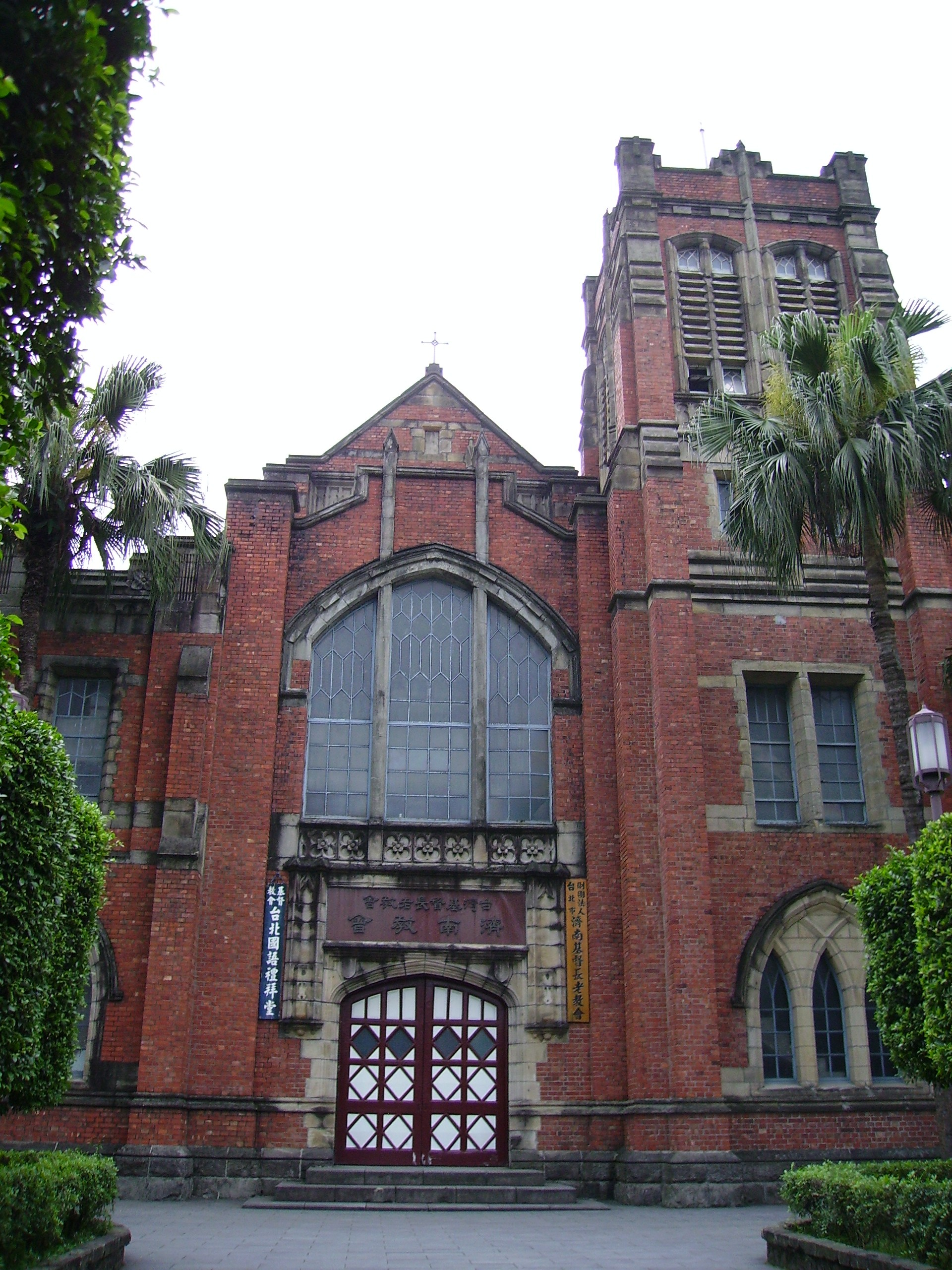
臺北幸町教會 （1916年、臺北市）
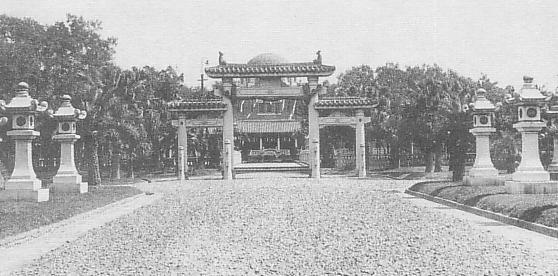
建功神社 （1928年、臺北市）
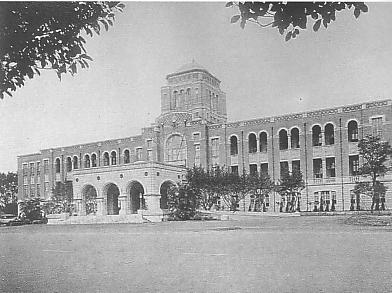
臺灣總督府高等法院 （1934年、臺北市）
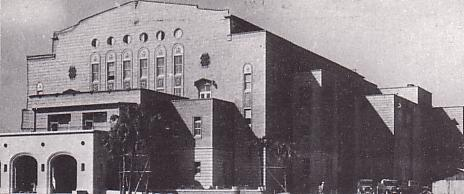
臺北公會堂 （1936年、臺北市）
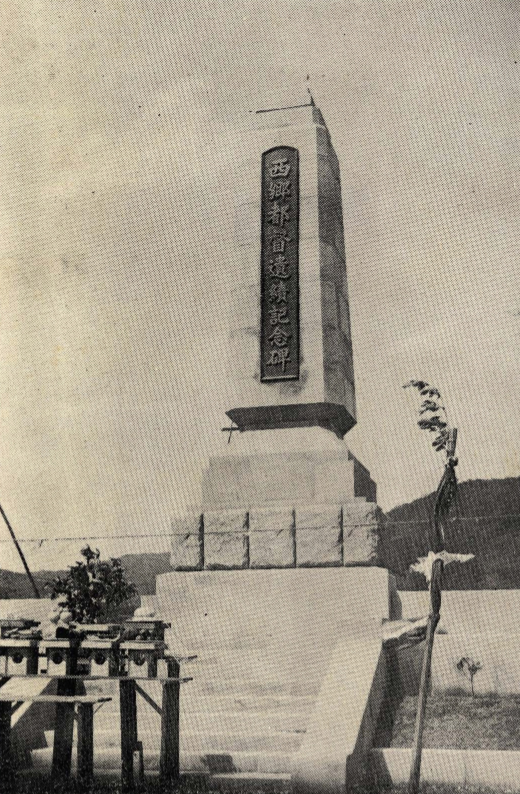
西鄉都督遺績記念碑
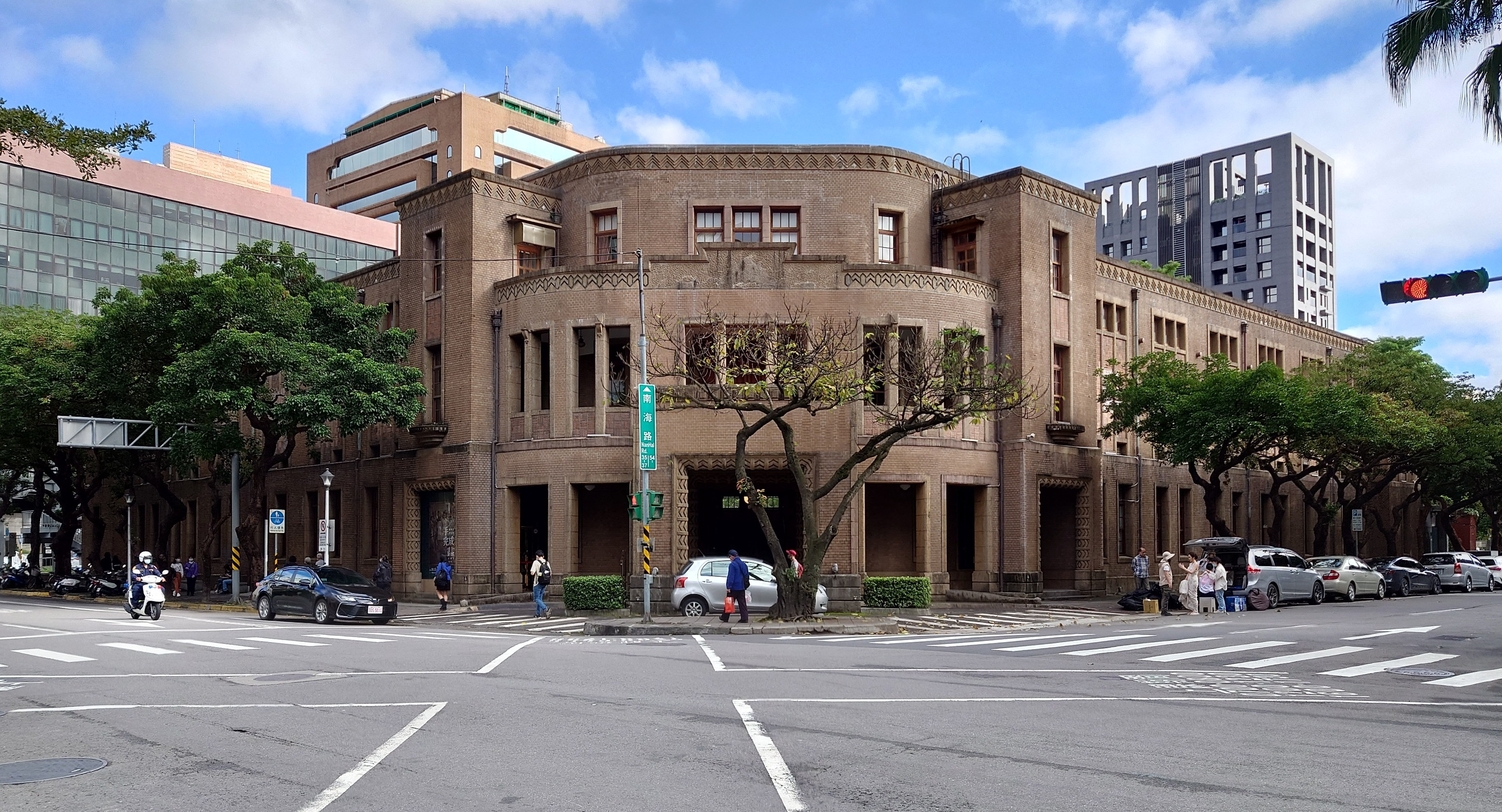
台灣教育會館
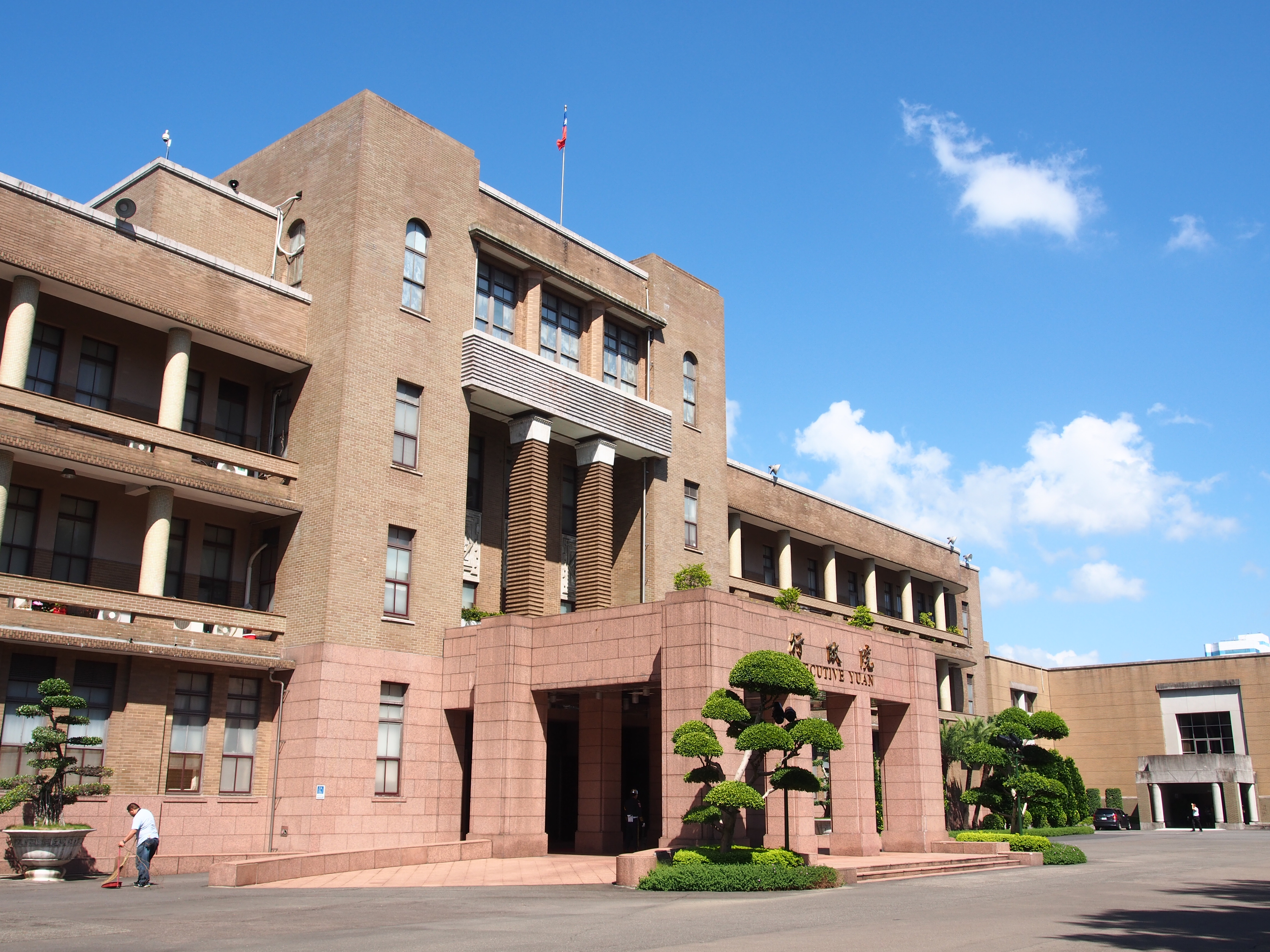
台北市役所
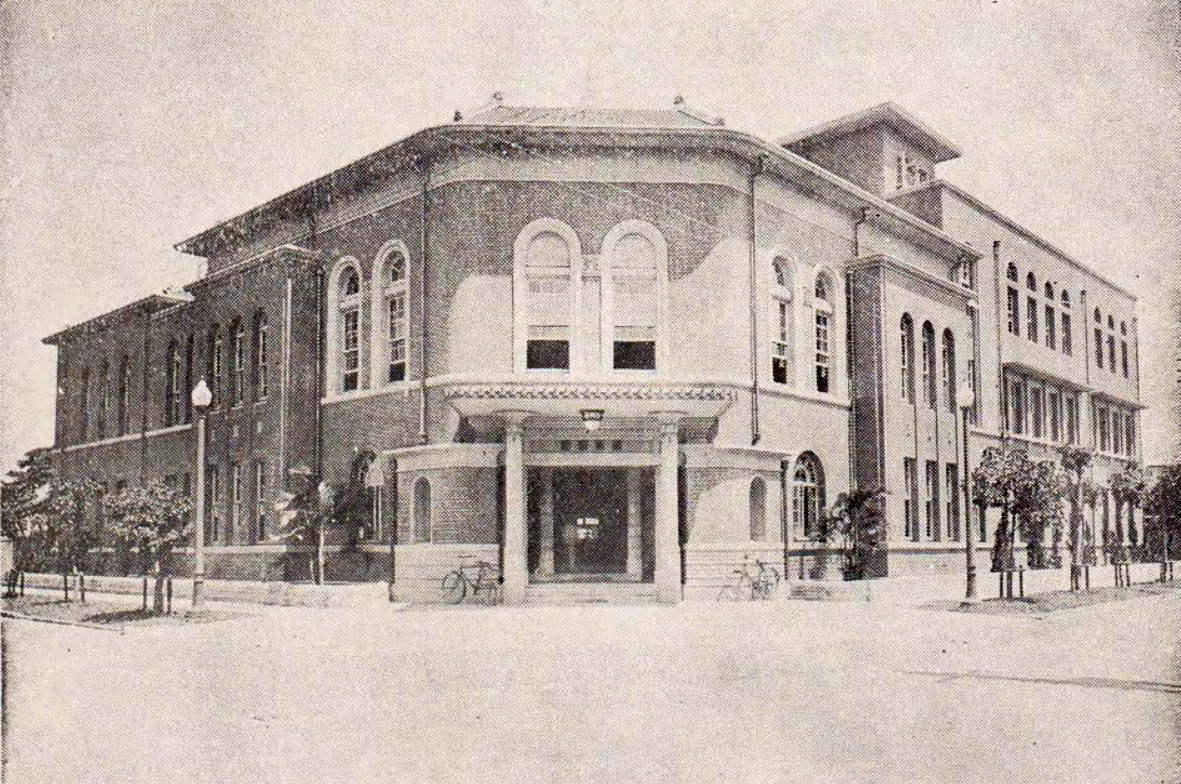
台北市明石町警察會館